# Jean-Marie Barnaud
Pour les articles homonymes, voir Barnaud.
Jean-Marie Barnaud, né le 20 août 1937 à Saintes, est un poète et écrivain français.

## Biographie
Jean-Marie Barnaud est le sixieme enfant d'une fratrie de 7 enfants, au foyer de Pierre Barnaud, contre-amiral et de Madeleine Foucaud. La famille paternelle est d’origine provençale et maritime, la famille maternelle, issue des Charentes, est de tradition paysanne. Les deux influences se feront sentir dans son œuvre.

### Enfance et formation
En 1946, la famille composée désormais de sept enfants s’installe à Paris après des déplacements à Brest, Toulon ou Vichy, au gré des affectations paternelles. Le jeune Jean-Marie passe son baccalauréat en 1957 après une classe de première au lycée Claude-Bernard et une classe de philosophie au lycée Janson-de-Sailly où il a pour condisciples Régis Debray et Clément Rosset.
En 1957 la famille emménage à Nice. Jean-Marie est en classe d’hypokhâgne au lycée Masséna où il se lie d’amitié avec Jean-Marie Gustave Le Clézio avant de suivre les cours de lettres modernes à l’Institut d’études littéraires de Nice. Il obtient sa licence de lettres en 1961 et épouse Moussia Barnathan le 28 juin de la même année.

### 1961-1980 : le professeur de lettres, un ami, un maître
Le jeune couple, qui s’installe d’abord à Draguignan, aura trois enfants : Guillaume, né en 1962, Marc, né en 1963 et Pierre, né en 1966. Reçu au CAPES de lettres modernes en 1962, Jean-Marie Barnaud est nommé professeur de lettres au lycée Marboeuf de Bastia. Il y enseigne de 1963 à 1969 tout en préparant à partir de 1965, sous la direction de Jean Onimus, une thèse de doctorat (Esthétisme et aliénation chez André Suarès) qu’il soutient à Nice en 1970, l’année de la mort de son père.
La famille Barnaud est de retour sur le continent dès 1969. Jean-Marie Barnaud enseigne d’abord durant deux ans au lycée agricole d’Antibes, puis, à partir de 1971, au lycée Amiral-de-Grasse qu’il ne quittera plus – à l’exception cependant d’une année scolaire effectuée au collège Canteperdrix – jusqu’à sa retraite en 1997. C’est là qu’il fait la connaissance de Michel Branchu, professeur de lettres classiques et d’Alain Freixe, professeur de philosophie, qui deviennent ses amis. Ils partagent une passion pour la littérature et pratiquent ensemble la marche et le ski de fond. Dans un premier temps, la famille habite à Grasse et s’installe ensuite, à partir de 1978, à Mougins.

### Les années 1980 : « une nouvelle origine »
Les années 1980 sont « comme le temps d’une nouvelle origine, tant elles ont modifié de choses dans ma vie personnelle et familiale » dit le poète. Son premier recueil de poèmes, Margelles, paraît en effet chez Guy Chambelland en 1981, et sa première nouvelle, Dans les carnets d’un bien-portant, est publiée dans Le Temps de la nouvelle. À partir de cette époque, Jean-Marie Barnaud figure aussi au sommaire de nombreuses revues de poésie : La Sape, Jalons, Poésimage, Verso, Les Cahiers de l’archipel, Friches, Les Cahiers du Confluent et bien d’autres pour des articles cependant qu’il publie aussi des travaux « d’une tout autre nature » dans la Revue d’histoire littéraire de la France, la Revue des sciences humaines, Littérature ou la Revue des lettres modernes.
Mais c’est surtout avec les éditions Cheyne que s’engage une collaboration déterminante et durable, fruit d’une « vraie rencontre avec un éditeur », Jean-François Manier, d’une « confiance qui s’établit de part et d’autre et qui fait que votre travail prend un sens différent ». Sous l’écorce des pierres, qui obtient le prix Verso, est le premier de cinq recueils à paraître entre 1983 et 1990.
La maison de Jean-Marie Barnaud devient, durant huit années entre 1982 et 1990, le siège des « Entretiens de Mougins », réunions entre amis (Alain Freixe, Michel Branchu, Alain Malissard…) « pour de libres échanges autour des thèmes qui nous préoccupaient et dont le programme était fixé en commun : « prière et poésie », « la fidélité », « le sacré », « l’exil et la patrie », « la peur », etc. »

### Les années 1990 : approfondissements et ouvertures
En 1991, Jean-Marie Barnaud prend la co-direction de la collection Grands fonds de Cheyne avec Jean-Pierre Siméon, ce qui le conduit à accompagner les auteurs dans leur travail sur les textes comme à participer régulièrement aux « Lectures sous l’arbre » créées par Cheyne à partir de 1992 et au Festival du livre de Mouans-Sartoux où il tient le stand de l’éditeur. Ce travail éditorial trouve son couronnement dans la direction de l’édition du catalogue rétrospectif Cheyne 1980-2000 qui fête les 20 ans de la maison. Il multiplie aussi les rencontres, les lectures, parfois accompagnées de musique, les conférences dans les librairies, les médiathèques et les festivals.
Le premier roman de Jean-Marie Barnaud, Le Censeur, un « roman de poète », est publié dans la collection Blanche chez Gallimard. Il est retenu pour la sélection du prix Renaudot 1992. Des nouvelles ou des proses paraissent dans  Les Cahiers de l’égaré, Lieux d’être  et plus tard Nu(e). Un texte paraît dans la collection illustrée Poèmes pour grandir chez Cheyne qui s’adresse aux enfants : Le Poète et la Méchante Humeur.
Jean-Marie Barnaud poursuit par ailleurs ses contributions à des revues de poésie. Il en signe aussi quelques-unes avec Alain Freixe sous le pseudonyme collectif de Hans Freibach utilisé aussi pour des articles du Dictionnaire des auteurs et des œuvres publié chez Robert Laffont.

### Depuis les années 2000 : la «reconnaissance» d’«une œuvre» qui «se construit sous nos yeux »
En 2001, le dixième recueil de Jean-Marie Barnaud, Bleu et quoi d’autre, obtient le prix Georges-Perros et en 2010, le treizième, Fragments d’un corps incertain, décroche le Prix Guillaume-Apollinaire.
En 2005 paraît un second volume de Poèmes qui cumule des recueils parus précédemment de sorte que toute l'œuvre poétique de Jean-Marie Barnaud parue chez Cheyne est disponible en deux livres. Parallèlement, les éditions L’Amourier publient plusieurs volumes de prose. Depuis 2000, la plupart des chroniques de Jean-Marie Barnaud paraissent dans une rubrique intitulée Déstabilisation de M. Jourdain sur le site de création littéraire et de critique remue.net fondé par François Bon, que le poète a rencontré en 2000. Le site archive aussi quelques conférences prononcées par l’auteur,.
Dès 2002, la bibliothèque municipale de Charleville-Mézières consacre une exposition rétrospective importante au travail du poète dans le cadre de ses « Saisons en poésie ». Cela donne lieu à un catalogue enrichi de poèmes et de textes critiques de l’auteur ainsi que de nombreuses contributions, poèmes dédiés à Jean-Marie Barnaud ou articles consacrés à son œuvre.
Durant la décennie 2000, plusieurs ouvrages de bibliophilie voient le jour avec la collaboration d’artistes comme l’aquarelliste Chan Ky-Yut, le graveur Gérard Serée ou la peintre Anne Slacik.
Le poète fait don en novembre 2014 d'une partie de ses manuscrits, tapuscrits et notes à la bibliothèque municipale de Nice.

## Œuvres
Poésie
- Margelles, Paris, Éditions la Coïncidence, 1981, 67 p. (BNF 34692299)
- Sous l’écorce des pierres, Le Chambon-sur-Lignon, Cheyne éditeur, coll. « Verte », 1983, 55 p.  (ISBN 2-903705-03-8)
- Le Beau Temps, Le Chambon-sur-Lignon, Cheyne éditeur, coll. « Verte », 1985, 59 p. (BNF 34777461)
- Le Chant retenu, Montereau, Les Cahiers du Confluent, 1985, 12 p.  (ISBN 2-904973-16-8)
- Pour saluer la bienvenue, Le Chambon-sur-Lignon, Cheyne éditeur, coll. « Verte », 1987, 57 p.  (ISBN 2-903705-26-7)
- Celle qu'on attendait, Le Chambon-sur-Lignon, Cheyne éditeur, coll. « Verte », 1990, 71 p.  (ISBN 2-903705-45-3)
- Sur le carnet de Marion, Le Chambon-sur-Lignon, Cheyne éditeur, coll. « Verte », 1990, 25 p.  (ISBN 2-903705-51-8)
- Passage de la fuyante, Le Chambon-sur-Lignon, Cheyne éditeur, coll. « Verte », 1994, 60 p.  (ISBN 2-903705-80-1)[7]
- Poèmes. 1983-1985, Le Chambon-sur-Lignon, Cheyne éditeur, coll. « Verte », 1996, 134 p.  (ISBN 2-84116-005-X)
- Aux enfances du jour, encres de Pierre Lafoucrière, Le Chambon-sur-Lignon, Cheyne éditeur, coll. « Verte », 1998, 70 p.  (ISBN 2-84116-024-6)
- Le Poète et la Méchante Humeur, images de Martine Mellinette, Le Chambon-sur-Lignon, Cheyne éditeur, coll. « Poèmes pour grandir », 1999, 44 p.  (ISBN 2-84116-032-7)
- Bleu et quoi d'autre, Le Chambon-sur-Lignon, Cheyne éditeur, coll. « Verte », 2001, 57 p.  (ISBN 2-84116-054-8)

- prix Georges Perros 2001
- Venant le jour, Le Chambon-sur-Lignon, Cheyne éditeur, coll. « Verte », 2004, 87 p.  (ISBN 2-84116-087-4)
- Poèmes. II, 1987-1990, Le Chambon-sur-Lignon, Cheyne éditeur, coll. « Verte », 2005, 148 p.  (ISBN 2-84116-100-5)
- Où chaque soleil qui vient est un soleil rieur, Le Chambon-sur-Lignon, Cheyne éditeur, coll. « Verte », 2008, 37 p.  (ISBN 978-2-84116-128-7)
- Fragments d'un corps incertain, Le Chambon-sur-Lignon, Cheyne éditeur, coll. « Verte », 2009, 72 p.  (ISBN 978-2-84116-146-1)[8]- prix Guillaume-Apollinaire 2010

- Le Don furtif, Le Chambon-sur-Lignon, Cheyne éditeur, coll. « Verte », 2014, 80 p.  (ISBN 978-2-84116-201-7)[9],[10]
- Sous l'imperturbable clarté, Paris, Éditions Gallimard, coll. « Poésie/Gallimard » 2019, 272 p.  (ISBN 9782072859229)

Prose
- Le Censeur, roman, Éditions Gallimard, coll. « Blanche », 1992, 152 p.  (ISBN 2-07-072541-3)
- Un tombeau pour Félicien, récit épistolaire, Montolieu, France, Éditions Deyrolle, 1996, 177 p.  (ISBN 2-908487-70-5)
- Aral, Coaraze, Éditions L’Amourier, coll. « Thoth », 2001, 161 p.  (ISBN 2-911718-60-7)
- Récits de la vie brève, Coaraze, Éditions L’Amourier, coll. « Thoth », 2004, 131 p.  (ISBN 2-915120-08-0)
- L'Effigie. Et autres carnets, Coaraze, Éditions L’Amourier, coll. « Fonds proses », 2012, 105 p.  (ISBN 978-2-915120-82-0)

Divers
- Contes et légendes de Provence, ill. de Michel Galvin, Paris, Nathan, coll. « Contes et légendes », 1998, 238 p.  (ISBN 2-09-282262-4)